# كوريني ويكس
كوريني ويكس (بالإنجليزية: Corrinne Wicks)‏ هي ممثلة بريطانية، ولدت في 26 أبريل 1968 بشلتنهام في المملكة المتحدة.

## وصلات خارجية
- كوريني ويكس على موقع IMDb (الإنجليزية)